# Het interview
Het interview is een hoorspel van Hans Andreus. De NCRV zond het uit op maandag 13 december 1976, van 22:26 uur tot 23:00 uur. De regisseur was Johan Wolder.

## Rolbezetting
- Wim van den Brink (Joachim Hasselman)
- Annie Leenders (mevrouw Hasselman)
- Olaf Wijnants (de interviewer)

## Inhoud
Een oude componist, Joachim Hasselman, wordt geïnterviewd door een journalist. Hasselman wordt zeventig jaar. Hij is wat verbitterd, omdat hij – naar zijn mening – ten onrechte in het vergeetboek is geraakt. Maar voor die verbittering wil hij eigenlijk niet uitkomen. Hij verkleint zijn eigen belang, maar verraadt zich weer door andere, spontane uitspraken…